# City Arena Trnava
City Arena Trnava je multifunkční centrum ve slovenském městě Trnava, jehož součástí je nákupní středisko, patrové garáže a fotbalový Štadión Antona Malatinského (ŠAM) s kapacitou 19 200 míst. Své domácí zápasy zde hraje klub FC Spartak Trnava. Stadion stojí nedaleko historického centra Trnavy poblíž pěší zóny. Obklopují ho čtyři ulice: Kollárova, Športová, Koniarekova a Dolné bašty. Od roku 1998 nese jméno po slovenském fotbalovém reprezentantovi a trenérovi Antonu Malatinském.

## Rekonstrukce 2013–2015
Bylo plánováno, že se v budoucnosti stane náhradním stadionem pro zápasy slovenské fotbalové reprezentace a domácím stadionem slovenského výběru hráčů do 21 let. V březnu 2013 investor (City-Arena, člen developerské skupiny Euro Max Slovakia spojené se slovenským podnikatelem Vladimírem Poorem, tehdejším majitelem Spartaku Trnava) oznámil, že bude zahájena rozsáhlá rekonstrukce stadionu. Ta byla zahájena 20. září 2013 symbolickým úkonem, položením základního kamene, čehož se účastnil slovenský premiér Robert Fico. Kapacita fotbalového komplexu City Arena byla naplánována na 19 000 míst (s možností rozšíření až na cca 30 000) a rekonstrukce se plánovala dokončit v květnu 2015. Součástí je i obchodní centrum s multikinem, podzemními garážemi a kancelářskými prostorami. Náklady na výstavbu City Areny dosáhly výše 80 mil. eur, z toho na stadion 30 milionů (z nichž šlo z vládní dotace 13,5 milionu eur). Investor City-Arena odevzdal po výstavbě stadion do majetku města Trnava a dostal ho za symbolickou cenu na 30 let do pronájmu. Výstavba jedné z tribun se nerealizovala.
Slavnostní otevření po rekonstrukci proběhlo v sobotu 22. srpna 2015, kdy se na hřišti představili legendy Spartaku Trnava (např. Jozef Adamec, Róland Praj, Ľubomír Luhový, Karol Dobiaš, Stanislav Jarábek s kapitánskou páskou, Július Šimon, Miroslav Karhan či Marek Ujlaky) v utkání proti legendám nizozemského klubu AFC Ajax (např. Aron Winter, bratři Rob Witschge a Richard Witschge, Wamberto Campos, Simon Tahamata nebo Sjaak Swart). Old Boys Ajaxu zvítězili 4:2. Poté se uskutečnilo přátelské střetnutí A-mužstev Spartaku Trnava a brazilského Clube Atlético Paranaense, hosté vyhráli 2:0. Premiérový ligový zápas sehrál Spartak v nové aréně 30. srpna 2015 proti MŠK Žilina a zvítězil v něm 2:0.
Slovenská fotbalová reprezentace zde odehrála svůj první zápas 13. listopadu 2015 proti týmu Švýcarska (přátelské utkání, návštěva 17 582, výhra domácího týmu 3:2).

## Mistrovství Evropy U21
V roce 2000 stadion hostil několik zápasů Mistrovství Evropy hráčů do 21 let poté, co bylo pořadatelství přiřknuto Slovensku. Byly to následující:
| 27. května 2000 |        |                                           |                                                     |
| Chorvatsko      | 1 : 2  | Nizozemsko                                | Základní skupina A rozhodčí: Stéphane Bre (Francie) |
| Miladin 20'     | Report | van Bommel 42' Vennegoor of Hesselink 83' | Základní skupina A rozhodčí: Stéphane Bre (Francie) |

| 29. května 2000 |        |            |                                                      |
| Španělsko       | 0 : 0  | Chorvatsko | Základní skupina A rozhodčí: Valentin Ivanov (Rusko) |
|                 | Report |            | Základní skupina A rozhodčí: Valentin Ivanov (Rusko) |

| 1. června 2000 |        |                  |                                                        |
| Nizozemsko     | 0 : 1  | Španělsko        | Základní skupina A rozhodčí: Dieter Schoch (Švýcarsko) |
|                | Report | Miguel Angulo 5' | Základní skupina A rozhodčí: Dieter Schoch (Švýcarsko) |